# ハーバート・サミュエル (初代サミュエル子爵)
初代サミュエル子爵ハーバート・ルイス・サミュエル（Herbert Louis Samuel, 1st Viscount Samuel, GCB, OM, GBE, PC、1870年11月6日 - 1963年2月5日）は、イギリスの政治家・外交官・思想家・貴族。
自由党の政治家で自由党政権（あるいは自由党参加政権）で閣僚職、イギリス委任統治領パレスチナ高等弁務官（初代）、自由党党首を歴任した。

## 経歴
リヴァプールのトックステスに生まれる。祖先はポーランド系で、サミュエル・モンタギューに始まるスウェイスリング男爵家は親戚である。父エドウィンはユダヤ人銀行家だった。
1902年にクリーヴランド選挙区から選出されて自由党の庶民院議員となり、1918年まで務めた。
1905年から1909年にかけてキャンベル＝バナマン内閣とアスキス内閣で内務省政務次官を務めた。1909年からランカスター公領大臣、1910年〜1914年・1914年〜1916年にかけて郵政長官）、1916年には内務大臣を務めた。郵政長官在職中の1912年に発生したマルコニ事件ではロイド・ジョージやルーファス・アイザックスとともにインサイダー取引を疑われた閣僚の一人だったが、失脚は免れた。

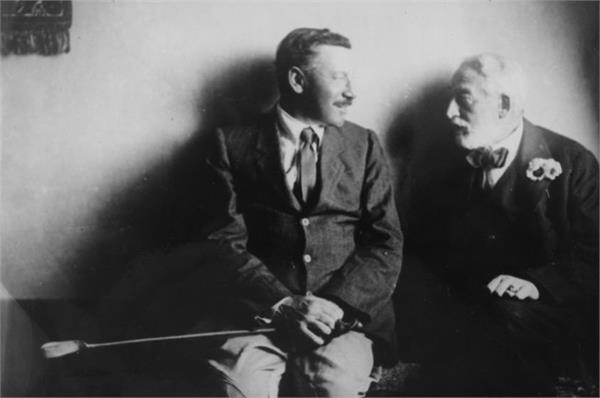
エドモン・バンジャマン・ド・ロチルド（右）とともに、1920年

第一次世界大戦後の1920年から1925年にかけてはイギリス委任統治領となったパレスチナの高等弁務官を務め、約二千年ぶりにパレスチナを統治するユダヤ人とも評された。サミュエルは大戦中からサミュエル覚書で精力的にシオニズムの支持を閣内で先駆けて訴えており、ロイド・ジョージから初代高等弁務官に相応しい人物と認められ、その就任はユダヤ人に歓迎された一方でイギリス陸軍のエドモンド・アレンビーは現地のアラブ人住民との摩擦などを危惧した。在任中のサミュエルはシオニストとそれに不満を募らせるアラブ民族主義者の仲裁に尽力し、アラブ人の歓心を買うために反英・反シオニズムの急先鋒で暴動の罪に問われていたアミーン・フサイニーに恩赦を与えてエルサレムの大ムフティーに任じており、これはサミュエルがムフティー選挙で最も支持を集めていたフサム・アッディーン・ジャーラッラーを説得したことで実現した。

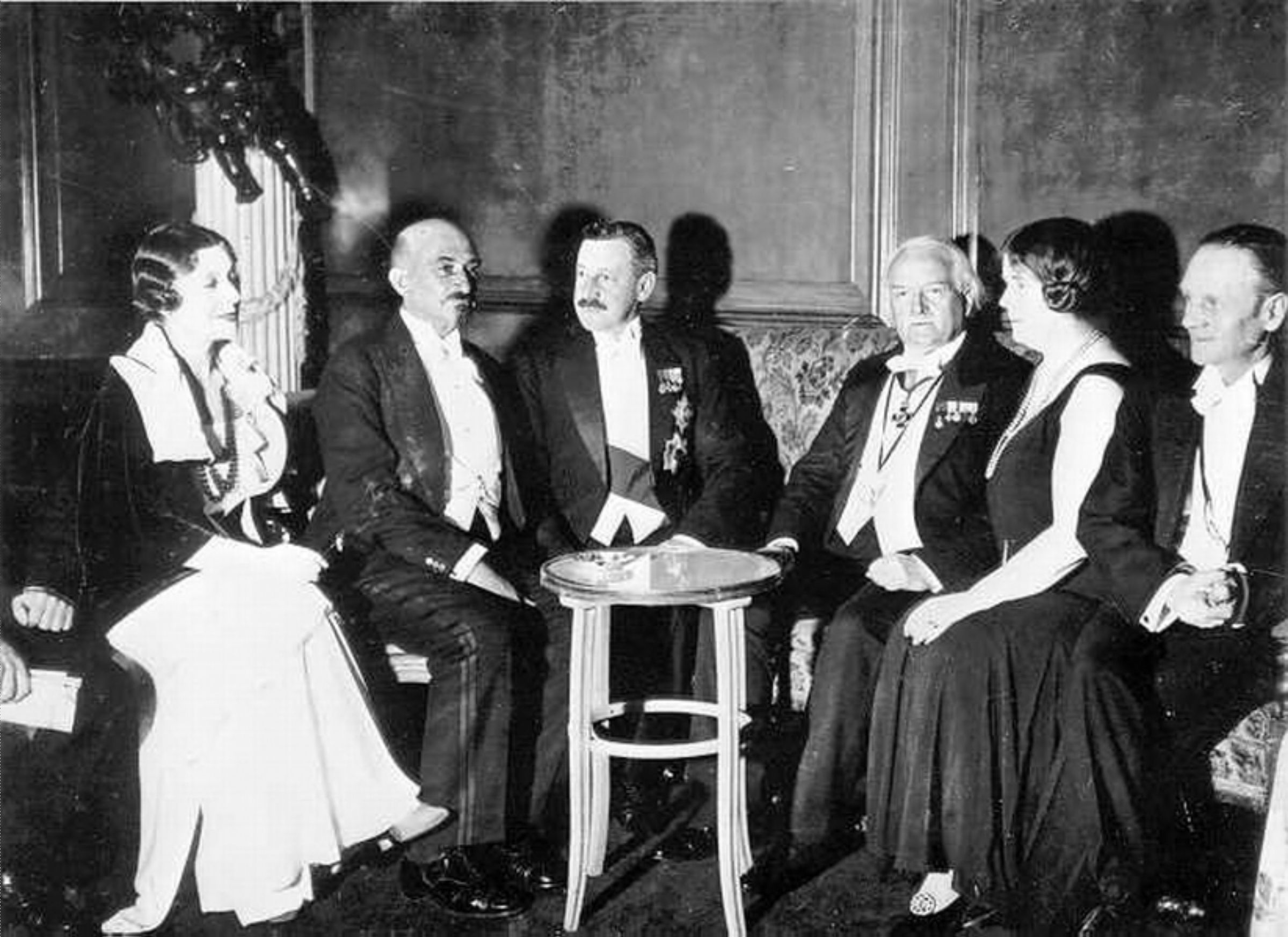
ハイム・ヴァイツマン（中央左）、ロイド・ジョージ（中央右）とともに

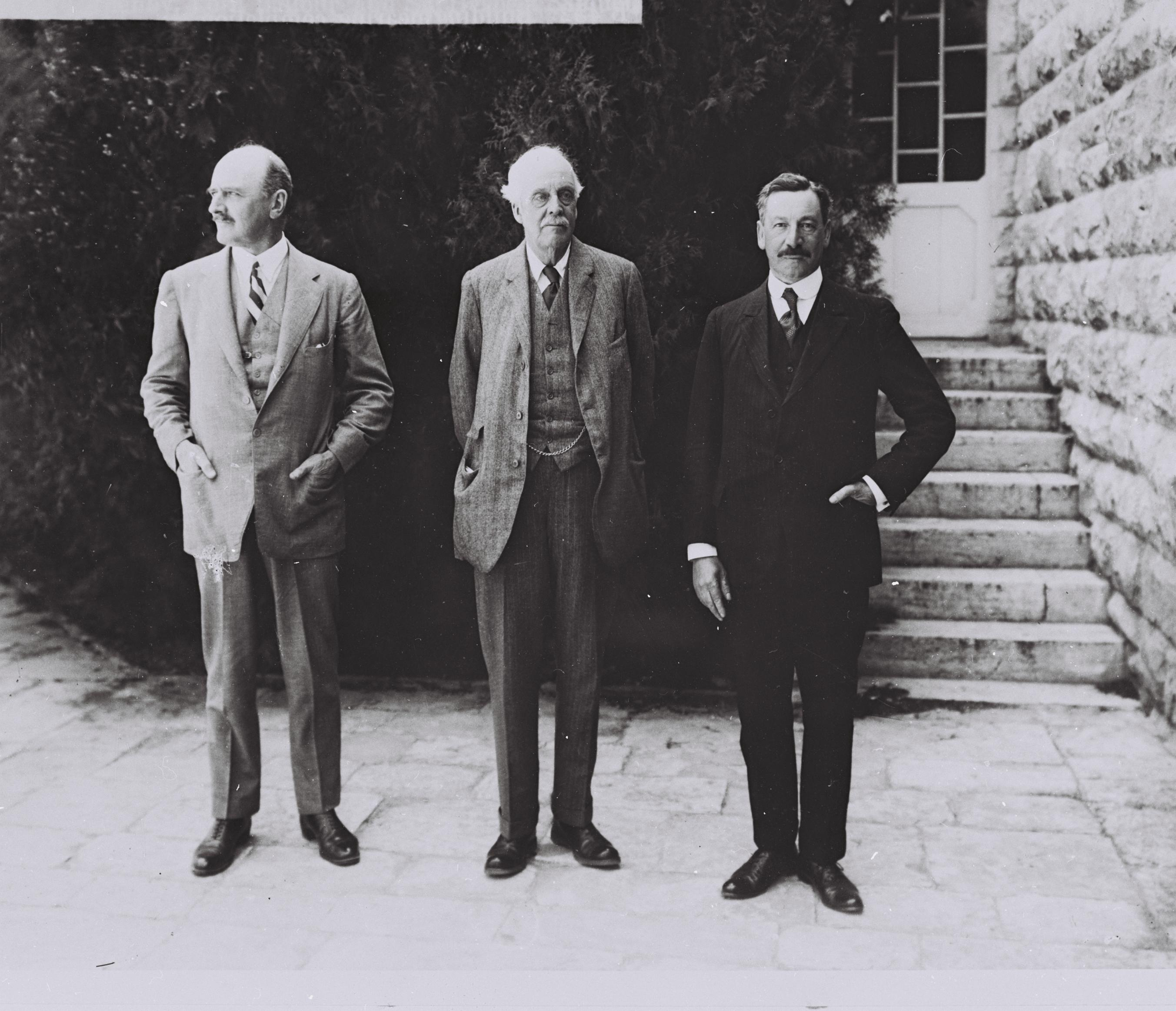
エドムンド・アレンビー将軍（左）、アーサー・バルフォア伯（中央）とともにヘブライ大学にて、1925年1月

1925年には政府の石炭業調査のための王立委員会の委員長に就任し、翌1926年5月に「炭鉱の統合を進めて巨大化させる合理化によって坑外浴場設置等の労働条件改善を改善しつつ、労働賃金は切り下げざるをえない」とする政府への報告書をまとめた。しかし炭坑労働者はこの報告に強く反発し、労働組合会議(TUC)はその声に押されてゼネストに入った。しかしTUCがゼネストに消極的なことに目を付けたサミュエルは彼らに妥協案を突き付けた。この狙いは当たり、TUCは炭坑労働者を見捨ててサミュエルの妥協案に飛びつき、これによりゼネストを終息させることに成功している。
1929年から1935年にかけてはダーウェン選挙区から選出されて再び庶民院議員となる。
1929年から自由党の副党首を務め、1931年にロイド・ジョージの後継者として自由党党首に就任。同年8月にマクドナルド挙国一致内閣を支持して同内閣の内務大臣に就任した。閣内では自由貿易主義の閣僚であったため、その翌年には政府が保護貿易主義に傾いたことに反発して下野した。下野後も1935年まで自由党党首を務め、内閣に残留するジョン・サイモンの指導する分派挙国自由党と対立した。
1937年に連合王国貴族爵位サミュエル子爵に叙され、貴族院議員に列した。
1944年から1955年にかけて貴族院自由党院内総務を務めた。
1963年2月5日に死去した。

## 栄典

### 爵位
1937年6月8日に以下の爵位を新規に叙される。
- リヴァプール市におけるマウント・カーメル＝トックステスの初代サミュエル子爵 (1st Viscount Samuel, of Mount Carmel and of Toxteth in the City of Liverpool)
(勅許状による連合王国貴族爵位)

### 勲章
- 1920年、大英帝国勲章ナイト・グランド・クロス(GBE)[4]
- 1926年、バス勲章ナイト・グランド・クロス(GCB)[4]
- 1958年、メリット勲章 (OM)[3][4]

## 家族
1897年にベアトリス・フランクリンと結婚し、彼女との間に以下の3男1女を儲けた。
- 長男エドウィン・ハーバート・サミュエル（英語版） (1898-1978) - 第2代サミュエル子爵を継承
- 次男フィリップ・エリス・ハーバート・サミュエル (1900-1996)
- 三男ゴドフリー・ハーバート・サミュエル (1904-1982)
- 長女ナンシー・アデレード・サミュエル(生没年不詳) - アーサー・サラマンと結婚

## 著書
- The war and liberty and an address on reconstruction（1917年） Hodder and Stoughton, NCID BA83972138。
- Free trade or food taxes? : an examination of the fiscal question（1930年）Liberal Publication Department, NCID BA23462428.
- British Institute of Philosophy（編纂） Philosophy and the ordinary man : the presidential address (1932) to the British Institute of philosophy.（1932年） Kegan Paul, Trench, Trubner, 1932. NCID BA81508504. 英国哲学会の会長挨拶
- Great Britain and Palestine : delivered in the Great hall of University college, London.（1935年）The Jewish historical society of England "The Lucien Wolf memorial lecture; 2". NCID BA89004719. ロンドン・ユニバーシティ・カレッジで行った演説。イギリス - パレスチナ関係を取り上げた。
- "Practical Ethics"（1937年）
  - 西村光治(訳) 『実践倫理学』洛陽書院、1941年。NCID BA3140917X。
- Belief and action : an everyday philosophy.（1937年）Bobbs-Merrill, NCID BA19233471
- Anti-slavery and Aborigines Protection Society, London（編纂）	The British colonial system and its future : an address （1943年）The Anti-slavery and Aborigines Protection Society	1943, NCID BA84336030.
- Creative man  (1947) The Clarendon Press, NCID BA16452344
- Leisure in a democracy (1949) Published for the National Book League by the Cambridge University Press "National Book League annual lectures series	6th", NCID BA54174541
- Building research congress 1951 ; papers presented in devision（1951年）Building Research Congress, NCID BA42814362.
  - Building Research Congress（編纂）Building Research Congress 1951 : papers presented in division 私家版複製。
- Religion in the modern world（1952年）George Allen, NCID BA59071761.
- In Search of Reality （1957年）Blackwell, NCID BA25933434.
- Dingle, Herbert（共著）A threefold cord : philosophy, science, religion（1961年頃）	Allen & Unwin, NCID BA4287334X.
  - Dingle, Herbert（共著）A threefold cord : philosophy, science, religion : a discussion between Viscount Samuel and Professor Herbert Dingle（2013年）Routledge "Routledge library editions : Philosophy of religion"（第32巻）ISBN 9780415829359, NCID BB17949593.